# Resolució 1327 del Consell de Seguretat de les Nacions Unides
La Resolució 1327 del Consell de Seguretat de les Nacions Unides fou adoptada per unanimitat el 13 de novembre de 2000. Després de recordar la Resolució 1318 (2000) adoptada a la Cimera del Mil·lenni i rebent el Informe del Panell sobre el manteniment de la pau de les Nacions Unides (Informe Brahimi), el Consell va adoptar una resolució sobre la millora de les operacions de manteniment de la pau.
El Consell de Seguretat va reafirmar la seva determinació d'enfortir les operacions de manteniment de la pau de les Nacions Unides. Decidint revisar periòdicament les seves disposicions, el Consell va adoptar les decisions contingudes en l'annex de la resolució.

## Objectius de l'informe Brahimi
El secretari general Kofi Annan va ressaltar cinc àmbits clau en l'aplicació de l'informe Brahimi:
1. Millora de la ràpida implementació de les operacions de manteniment de la pau;
2. Enfortiment de la relació amb els estats membres i els òrgans legislatius;
3. Reformar la cultura de gestió de les operacions de manteniment de la pau;
4. Reformar la relació d'operacions de manteniment de la pau amb missions de camp;
5. Enfortiment de les relacions amb altres organismes de les Nacions Unides.

## Resolució

### I
El Consell reconeix la importància que les operacions de manteniment de la pau tinguin una capacitat dissuasiva amb uns objectius clars i un calendari. Volia ser informat periòdicament pel Secretari General de les Nacions Unides sobre operacions militars i factors humanitaris en països on les operacions de manteniment de la pau estaven en curs. També era important que els mantenidors de la pau realitzessin els mandats assignats, i es reforçarien les consultes en tot el sistema, inclosos els països que aportin contingents.

### II
Els mandats de les missions de manteniment de la pau havien de ser adequats a la situació sobre el terreny, inclosa la necessitat de protegir els civils i les perspectives d'èxit. Les normes de compromís havien de tenir una base jurídica clara i el secretari general de les Nacions Unides, Kofi Annan, va haver de preparar una doctrina per al component militar de les operacions de manteniment de la pau.

### III
Es va destacar la necessitat de millorar la recollida d'informació de la Secretaria, i el Consell va acollir amb satisfacció l'establiment del Comitè Executiu per la Pau, Informació de Seguretat i Anàlisi Estratègica pel Secretari General.

### IV
Una operació de manteniment de la pau havia d'estar preparada per desplegar-se el més aviat possible després de l'aprovació d'una resolució de les Nacions Unides que estableix el seu mandat. Les línies de temps per al desplegament inclourien 30 dies per a una operació tradicional i 90 dies per a una missió complexa de manteniment de la pau. Les forces de treball es crearien dins de les missions i el Comitè del personal militar podria utilitzar-se per millorar la capacitat de manteniment de la pau.

### V
Les arrels del conflicte havien de ser abordades amb el desenvolupament sostenible i amb una societat democràtica amb respecte als drets humans. Va coincidir amb el secretari general en què els passos per reduir la pobresa i el creixement econòmic serien un pas cap a la prevenció de conflictes. El Consell era determinat si les disputes o una situació podrien provocar tensions i fer recomanacions posteriors. També va ser important que les resolucions 1296 (2000) i 1325 (2000) relatives a la protecció dels civils i al paper de la dona en conflictes armats eren implementades respectivament.

### VI
El Comitè Executiu de Pau i Seguretat tindrà com a missió enfortir les capacitats de manteniment de la pau pel Secretari General. Les mesures per reduir la pobresa i promoure el creixement econòmic eren importants per a l'èxit del manteniment de la pau. Es va subratllar que desarmament,  desmobilització i programes de reintegració havien de ser millor coordinats i finançats. En el futur, el Secretari General hauria de destacar el que podrien fer les Nacions Unides per enfortir les institucions de drets humans locals i les institucions de drets humans amb experiència prèvia.

### VII
El secretari general identificarà àrees on seria fàcil establir un procés penal temporal.